# Toumodi Football Club
Le Toumodi FC est un club ivoirien de football basé à Toumodi.

## Histoire
Le club évolue pendant 5 saisons consécutives en 1re division ivoirienne, de 1999 à 2003,.

## Anciens joueurs
- Ibrahim Touré
- Gervinho